# Johan Drake
Johan Christersson Drake, död 14 juli 1677 i Landskrona, var en svensk militär adlad som Drake af Torp och Hamra. 

## Biografi
Drake var son till löjtnanten Christer Drake och Brita Körning. Han blev 1635 soldat och 1644 kornett vid Smålands ryttare. Drake blev 1652 löjtnant, 1656 ryttmästare, 1659 major, 30 maj 1663 överstelöjtnant och 23 maj 1672 överste vid Smålands ryttare. Han slutade vid regementet 2 juli 1674 och blev överste vid adelsfanan i Sverige och Finland 1674. Drake tog avsked från adelsfanan 10 mars 1676. Han deltog i kriget mot Danmark och avled 1677 i slaget vid Landskrona. Den 5 mars 1680 begravdes han i Klingsporska graven i Vallentuna kyrka.
Drake adlades 31 augusti 1646 till Drake af Torp och Hamra och introducerades 1647 som nummer 361. Han ägde Torp och Hamra i Vårdnäs församling, samt Libbhult i Nottebäcks församling och Bol i Sjösås församling.

### Familj
Drake gifte sig 27 oktober 1658 med Margareta Klingspor. Hon var dotter till generalmajoren Staffan Klingspor och Sofia Anna von Chemnitz. De fick tillsammans barnen överstelöjtnanten Fredrik Drake (1660–1709), Christina Drake, som var gift med överstelöjtnanten Johan von Müllern och översten Frans Evald, Brita Drake (död 1669) och Sofia Drake som var gift med överstelöjtnanten Jon Stålhammar.